# Saint-Valery-en-Caux
Saint-Valery-en-Caux è un comune francese di 4 651 abitanti situato nel dipartimento della Senna Marittima nella regione della Normandia.

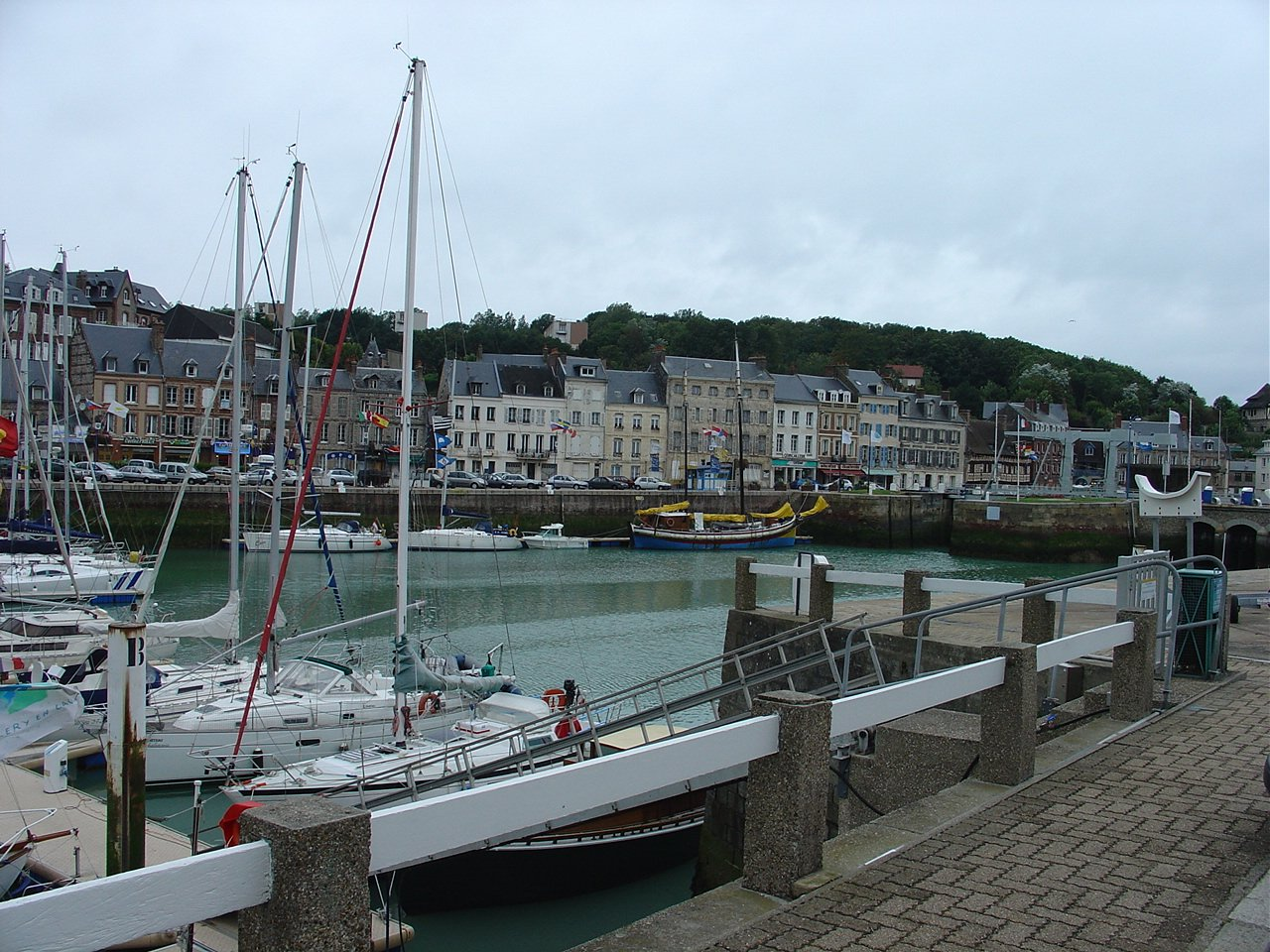
Porto

## Società

### Evoluzione demografica
Abitanti censiti